# در سایه
در سایه (چکی: Ve stínu) یک فیلم در ژانر نئو-نوآر است که در سال ۲۰۱۲ منتشر شد. این فیلم در همان سال، برندهٔ ۹ شیر چک شد.

## بازیگران
- ایوان ترویان
- سباستیان کخ
- میروسلاو کروبوت
- سیمونا بابچاکووا
- یاروسلاوا آدامووا
- مارتا ایسووا
- کلارا پولرتووا
- یاروسلاوا پوکورنا
- کارل دوبری
- زوزانا بیجوفسکا
- مارتین میشیچکا
- هینک چارماک
- واتسلاف نوژل